# Rochebrune (Alpy Wysokie)
Rochebrune – miejscowość i gmina we Francji, w regionie Prowansja-Alpy-Lazurowe Wybrzeże, w departamencie Alpy Wysokie.

## Demografia
Według danych na rok 1990 gminę zamieszkiwało 99 osób, a gęstość zaludnienia wynosiła 8 osób/km². W styczniu 2015 r. Rochebrune zamieszkiwały 174 osoby, przy gęstości zaludnienia wynoszącej 14,1 osób/km².